# Originalfassung
Als Originalfassung (OF), auch Originalversion (OV), wird die Fassung eines Filmes in der Sprache bezeichnet, in der die Akteure beim Dreh gesprochen haben.
Ob es sich dabei tatsächlich um Originalton beim Dreh oder um nachsynchronisierte Sprache handelt, ist unerheblich. Nachsynchronisationen können auch aus gestalterischen Gründen erfolgt sein.
Originalfassung heißt auch, dass die Regie den Film so abgenommen und gemeint hat. Synchronfassungen von Filmen werden meist von anderen Personen hergestellt und sprachlich gestaltet. Sie können daher von der ursprünglichen, künstlerischen Intention abweichen. Originalfassungen haben daher die größtmögliche Authentizität.
Als Kompromiss zwischen Original- und Synchronfassung eines Films dient die sogenannte Originalfassung mit Untertiteln (OmU), bei der die Tongestaltung des Films komplett erhalten bleibt, die Sprache aber mit Untertiteln verständlich gemacht wird, um auch anderssprachigen Menschen das inhaltliche Verfolgen des Films zu ermöglichen.